# Lingua tsez
La lingua tsez o dido, (цез мец cez mec o цезйас мец cezyas mec) è una lingua caucasica della famiglia delle lingue caucasiche nordorientali parlata da 15.400 persone (censimento russo del 2002) dell'etnia Tsez, nel Daghestan.
L’etimo tsez deriva dal termine aquila, ma è probabilmente un'etimologia popolare. Mentre il termine dido deriva dal georgiano დიდი (didi), che significa grande.